# 泰利斯·弗兰克
小泰利斯·约瑟夫·弗兰克（英語：Tellis Joseph Frank Jr.，1965年4月26日—），美国NBA联盟前职业篮球运动员。他在1987年的NBA选秀中第1轮第14顺位被金州勇士选中。